# AS1形モーターカー
AS1形（ロシア語: АС1）は、カルーガ技術工場がソビエト連邦向けに開発・製造したモーターカーである。

## 概要
保線作業時の人員輸送や保線機械の動力車として開発された片運転台式の車両。カルーガ技術工場は1932年から1939年までソ連国内向けに機械式気動車を多数試作しており、その設計が応用された。エンジンはV型6気筒4ストローク機関であるGAZ-51形（ГАЗ-51）ガソリンエンジンが使用され、動力は4段変速機やクラッチ、歯車を用いて後方の車軸へと伝達された。
1948年から1955年にかけて製造が行われ、ソ連運輸通信省（ソ連国鉄）を始めとする旧ソ連各地の鉄道路線に導入された。以降の増備は改良型のAS1A形によって行われた。

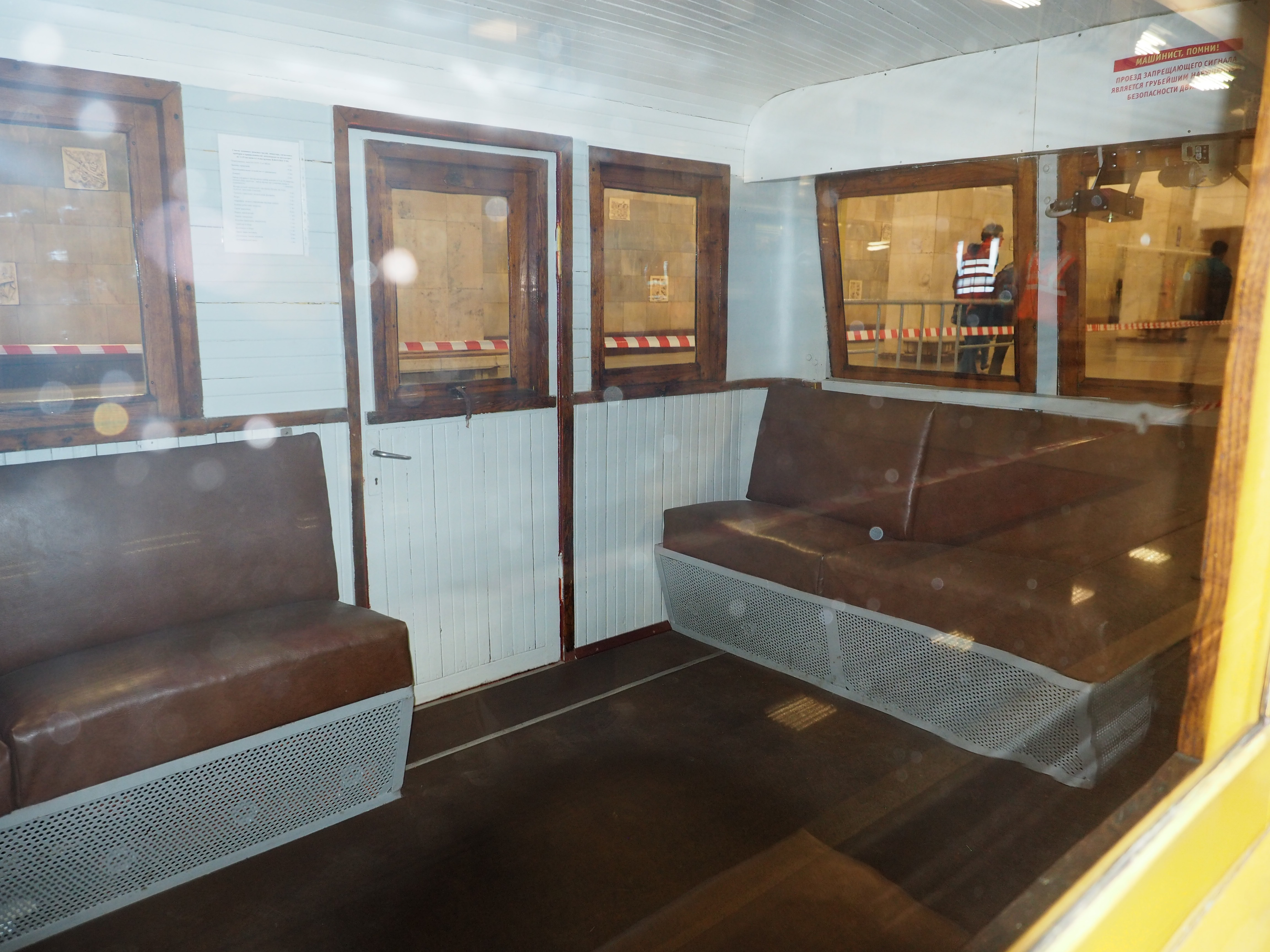
車内
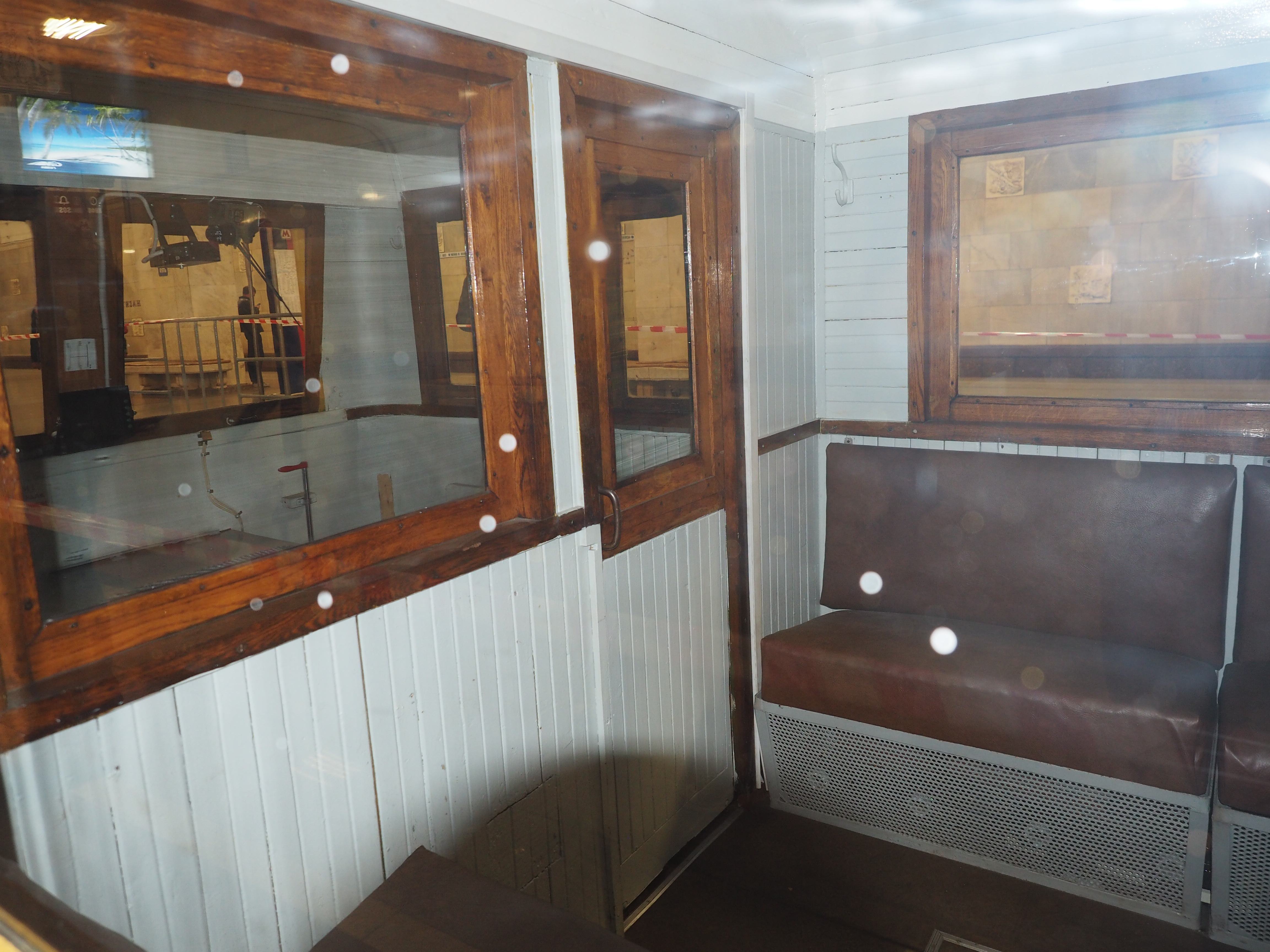
窓枠は木製であった
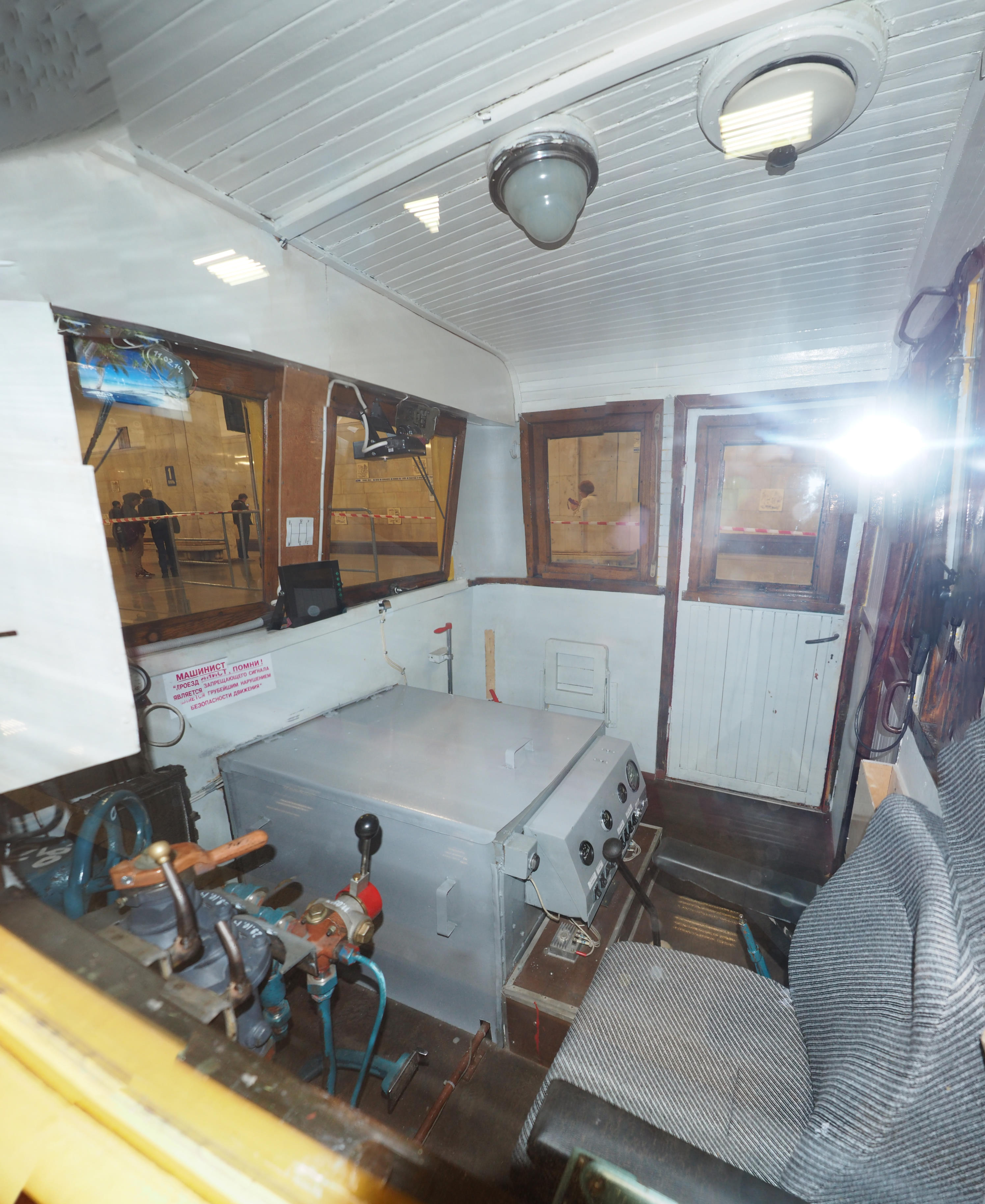
運転台